# Браздање
Браздање је серија митотичких деоба зигота без раста новостворених ћелија. Браздањем се једна једина ћелија, оплођена јајна ћелија, трансформише у вишећелијски ембрион. Облик структуре се у току браздања не мења, а његов резултат је образовање бластуле.
Зигот се прво дели усправном деобном равни на 2 ћелије, затим се оне поново усправном равни (нормалном на претходну) поделе на 4 ћелије. Трећа деобна раван је хоризонтална и паралелна екватору јајета. 
Резултат ове прве три деобе је 8 ћелија при чему су 4 смештене на анималном, а 4 на вегетативном полу. Ћелије које настају браздањем називају се бластомере (бластос=ембрион; мерос=део). С обзиром да између деоба нема раста, бластомере су, како браздање одмиче, све ситније и ситније.

### Утицај жуманцета на браздање
На браздање утиче жуманце тако што његова велика количина може да успори или инхибира (заустави, спречи) браздање. Према томе постоје два основна типа браздања: 
- потпуно (тотално) и
- непотпуно (парцијално, делимично).

Тотално браздање је карактеристично за јаја са малом количином жуманцета, каква су олиголецитна и умерено телолецитна. При овом браздању се подели читава јајна ћелија. Јајне ћелије које се потпуно браздају називају се холобластичке. Тотално браздање може бити:
- еквално (равномерно) и
- инеквално (неравномерно).

Код тотално-еквалног браздања трећа деобна раван је на екватору па се добијају све бластомере једнаке по величини (код олиголецитних јајних ћелија). 
Када је трећа деобна раван изнад екватора (ближа анималном полу), онда на анималном полу настају ситније бластомере – микромере, а на вегетативном полу су крупније – макромере. Такво браздање је тотално – инеквално и карактеристично је за умерено телолецитна јаја.
Непотпуно се браздају јаја са великом количином, густо напакованог жуманцета при чему се бразда само део јајета са цитоплазмом, док део са жуманцетом остаје неподељен. Јајне ћелије са непотпуним браздањем називају се меробластичке. 
Изразито телолецитна јаја се браздају тако што се само подели цитоплазма у виду диска на анималном полу, па се такво браздање назива парцијално-дискоидално. 
Центролецитна јаја се браздају површинским (суперфицијелним) браздањем. Код овог браздања се дели само површински слој цитоплазме, док централно жуманце остаје неподељено.
Јајне ћелије човека су алецитне (без жуманцета), пошто ембрион у исхрани зависи од мајке, а не од жуманцета. Њихово браздање почиње као тотално-еквално, али се наставља и завршава као парцијално-дискоидално.

### Детерминисано и недетерминисано развиће
На веома раном ступњу развића од само 4 бластомере судбина (развојни пут) тих бластомера може да буде унапред одређена (детерминисана) и тада говоримо о детерминисаном развићу. У случају да се те 4 бластомере раздвоје и продуже самостално да се развијају свака од њих ће дати по ¼ новог организма. Значи, правац њиховог развића је већ био предодређен тако да оне дају онај део који би образовале и да нису раздвојене. 
Када је у питању недетерминисано развиће, тада 4 раздвојене бластомере дају 4 нова организма зато што њихов развојни пут није унапред био одређен. Захваљујући недетерминисаном браздању код човека постоји могућност рађања једнојајних близанаца.